# Santamartasnårsparv
Santamartasnårsparv (Atlapetes melanocephalus) är en fågel i familjen amerikanska sparvar inom ordningen tättingar.

## Utseende
Santamartasnårsparven är en karakteristisk Atlapetes-snårsparv. Den har svart huvud, vita örontäckare, gul undersida och grå rygg.

## Utbredning och systematik
Fågeln förekommer enbart i Santa Marta-bergen i nordöstra Colombia. Den behandlas som monotypisk, det vill säga att den inte delas in i några underarter.

### Familjetillhörighet
Tidigare fördes de amerikanska sparvarna till familjen fältsparvar (Emberizidae) som omfattar liknande arter i Eurasien och Afrika. Flera genetiska studier visar dock att de utgör en distinkt grupp som sannolikt står närmare skogssångare (Parulidae), trupialer (Icteridae) och flera artfattiga familjer endemiska för Karibien.

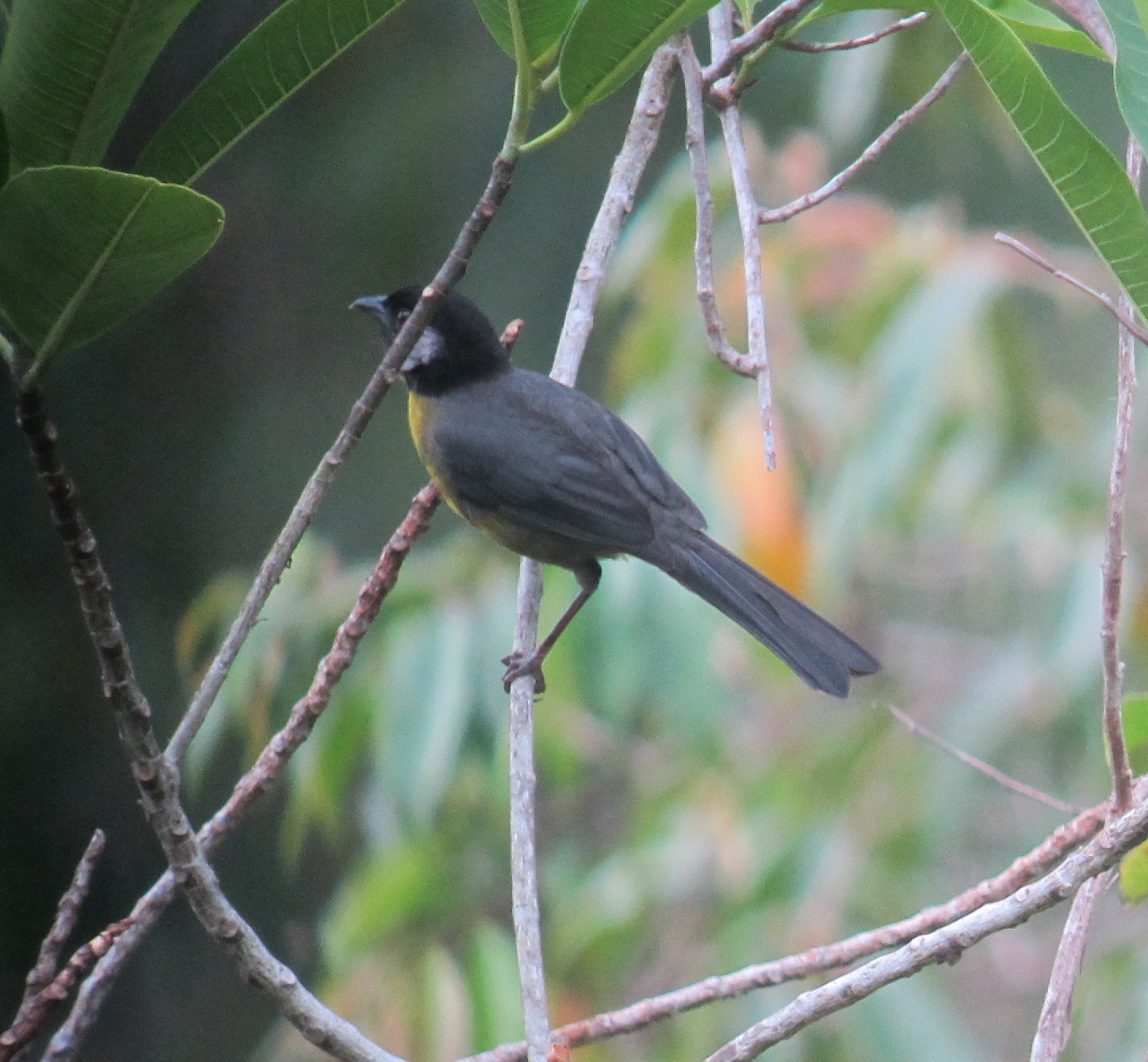

## Levnadssätt
Santamartasnårsparven hittas i sitt begränsade bergsområde i olika miljöer, från molnskog till öppna ytor med bara spridda träd. Där är den en vanlig och ofta påträffad fågel.

## Status
Fågeln har ett litet utbredningsområde, men beståndet anses vara stabilt. IUCN kategoriserar arten som livskraftig.